# バグラダス川の戦い
バグラダス川の戦い（バグラダスがわのたたかい、伊：Battaglia di Bagrada）は、紀元前49年8月24日に北アフリカで行われたガイウス・ユリウス・カエサル派と元老院派及びヌミディア王国連合軍との戦いである。

## 概要
ギリシャに逃れて自軍の集結を図るグナエウス・ポンペイウスに対して、カエサルは後背を衝かれる危険を除去する目的もあって、元老院派の最も大きな地盤であったヒスパニアへはカエサル自身が制圧に赴く一方で、もう一つの地盤であった北アフリカを抑える為、ガイウス・スクリボニウス・クリオを総司令官として軍を派遣した。
前哨戦となったシチリアを元老院派のマルクス・ポルキウス・カト相手に戦わずして手中に収めたクリオはシチリアに2個軍団を置き、自らは2個軍団及び騎兵500を率いて、北アフリカに上陸して元老院派の軍を掃討しながら、アフリカ属州の州都ウティカ近郊のバグラダス川（現：メジェルダ川）沿いに陣を張った。一方、北アフリカ・元老院派の軍を任されていたプブリウス・アッティウス・ウァルスは同盟関係にあったヌミディア王ユバ1世に支援を要請し、承諾を得た。
両軍は紀元前49年8月24日に衝突したが、ヌミディア軍の騎兵と戦象部隊に圧倒されカエサル軍は一敗地に塗れ、クリオは敵陣に斬り込んで戦死した。また、カエサル軍兵士の大半も戦死、降伏した兵の多くも殺害され、カエサルが送り込んだ北アフリカ征討軍の殆どが壊滅した。
バグラダス川の戦いでの結果はヒスパニア制覇を完了させたカエサルにとって大きな打撃、押され気味であったポンペイウスは一矢を報いた形となった。